# Orkan Tilo

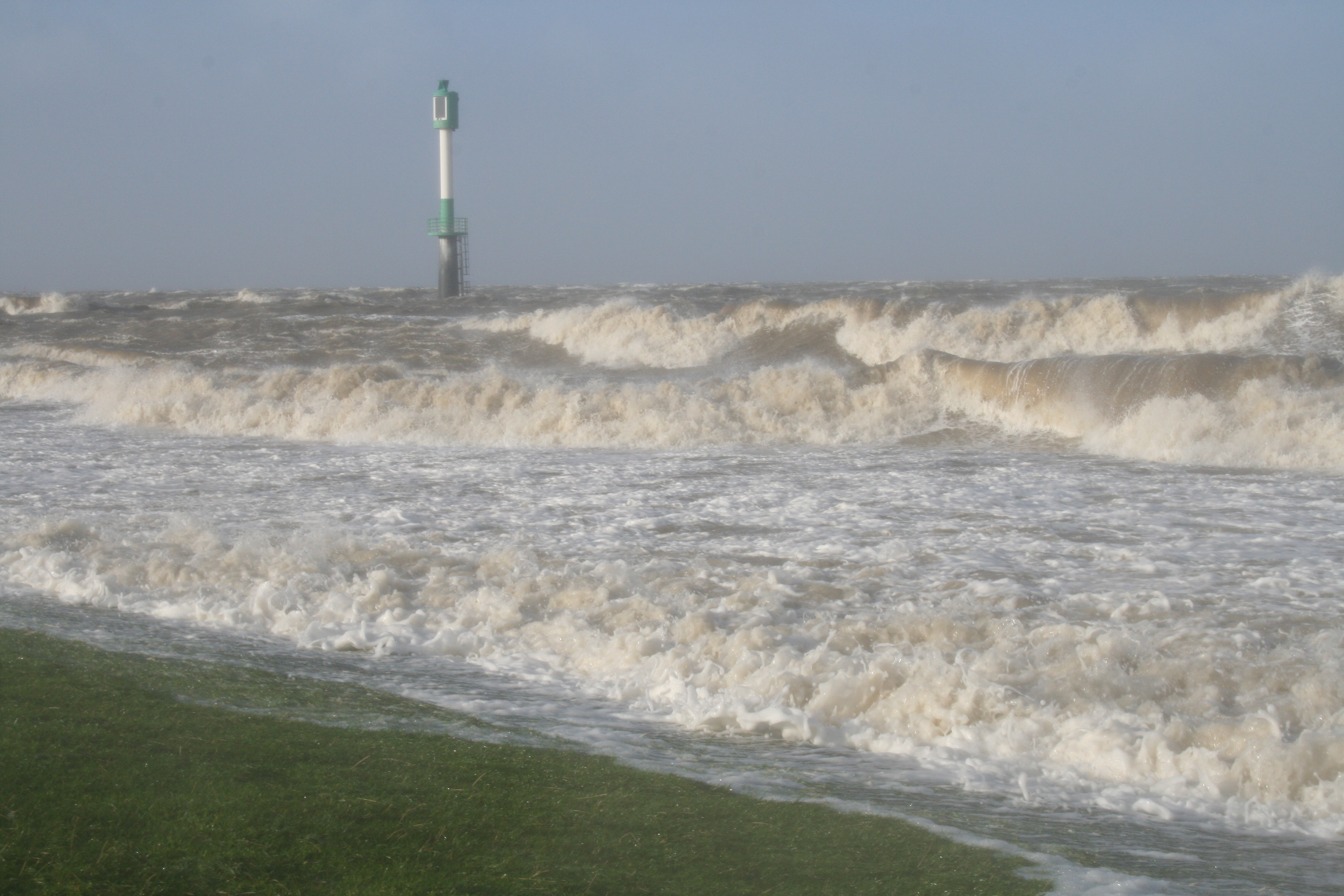
Unterelbe am Glameyer-Stack

Tilo (in Skandinavien Andrea) war ein Sturmtief, das am 9. November 2007 zum Orkan über Nordeuropa und Mitteleuropa mit Zentrum über der Nordsee auflief und in deren Bereich zu schweren Sturmfluten führte. Die Schäden durch ins Meer abgehende Landmassen auf deutschen Inseln waren enorm. Menschen kamen nicht zu Schaden.

## Überblick
Der Kern des Sturmtiefs lag zum eingangs genannten Zeitpunkt über Südschweden. Es wurden Windgeschwindigkeiten von bis zu 137 km/h gemessen, was der Stärke 12 auf der Beaufortskala entspricht.
Hinter der Kaltfront des Tiefs strömte Polarluft nach und verursachte einen frühen Wintereinbruch. Es schneite vielerorts in den Hochlagen von Nord- und Mitteleuropa. Davon betroffen waren unter anderem auch die deutschen Mittelgebirge sowie die Alpen. Auch in Belgien und in Osteuropa fiel Schnee.

## Auswirkungen

### Deutschland

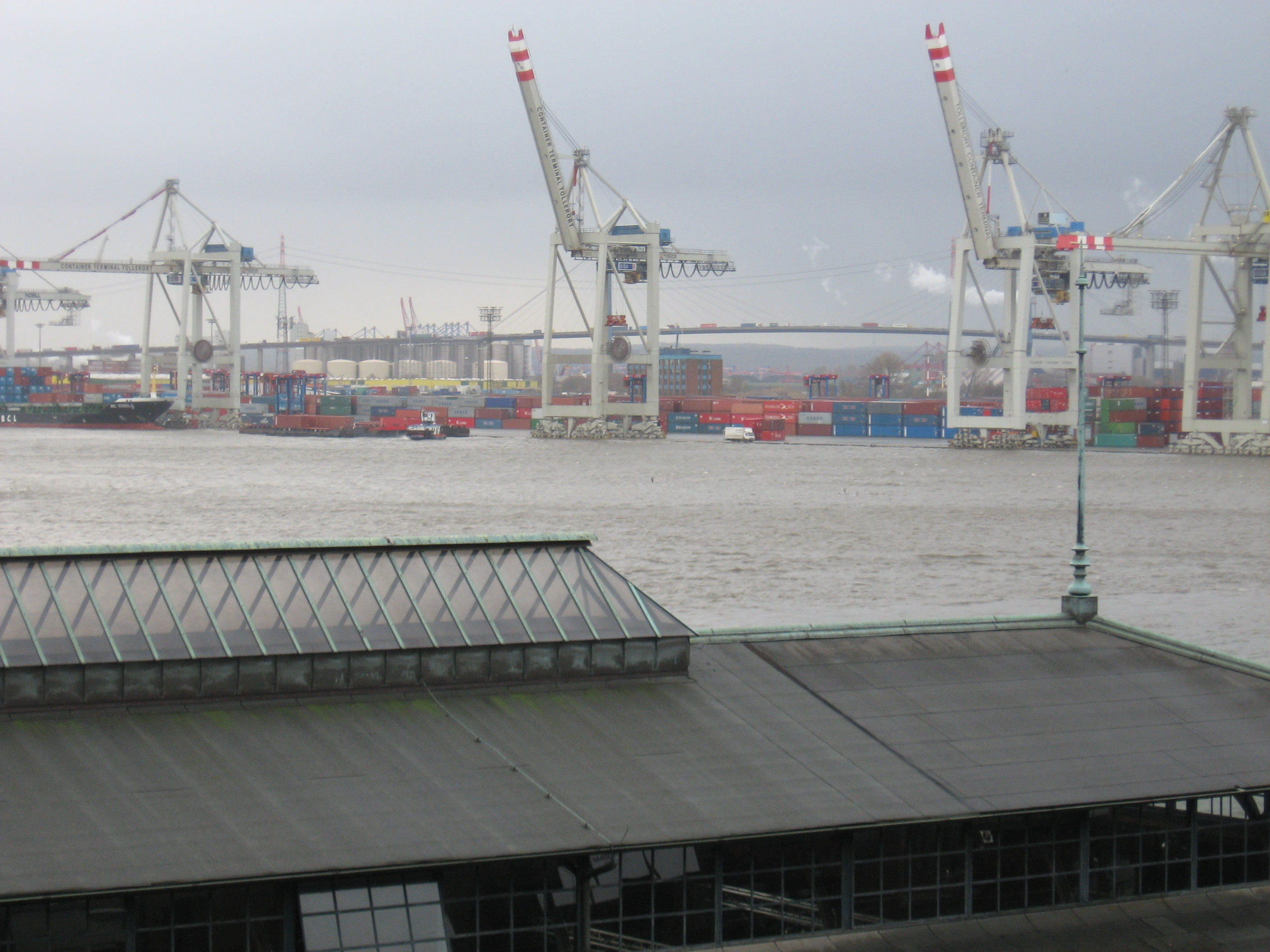
Containerterminal Tollerort kurz vor dem Höchststand der Flut

In Deutschland warnte der Deutsche Wetterdienst am 8. November um 16:31 Uhr vor dem Sturm. Das Bundesamt für Seeschifffahrt und Hydrographie warnte vor der Sturmflut.
Nur über der Nordsee erreichte der Sturm Orkanstärke. Landseitig blieb es bei orkanartigen Böen mit Windgeschwindigkeiten von bis zu 110 km/h.
Der Sturm führte in Hamburg mit einem Pegelstand von 3,33 Metern über dem normalen Hochwasser zur schwersten Sturmflut seit 1990. Teile der Speicherstadt und des Altonaer Fischmarkt standen unter Wasser.
In Ostfriesland stand die Flut bei Emden 3,29 Meter höher als normal, in Wilhelmshaven 3,08 Meter, und auf der Insel Borkum 2,48 Meter. Bei Gandersum, wo das Hochwasser den Stand von 3,44 Meter über normal erreichte, wurde das Emssperrwerk geschlossen. In allen außerhalb dessen Schutzbereiches liegenden ostfriesischen Hafenorten kam es zu erheblichen Überschwemmungen, wovon auch der Intercity Fernbahnhof Norddeich Mole betroffen war. Erstmals bestätigte sich hier die Vermutung, dass durch das Schließen des Emssperrwerkes die Flutbelastung an der von ihm nicht geschützten ostfriesischen Küste zunimmt. Dem Umstand wird nun mit einer teilweisen Erhöhung von niedrigen Deichabschnitten begegnet.
Auf den Inseln Juist, Langeoog, Spiekeroog und Wangerooge kam es zu Dünenabbrüchen. Auf der Insel Helgoland wurden mehrere 100.000 Kubikmeter Sand von den Stränden gespült. Damit wurden jüngste erhebliche Anstrengungen zum Küstenschutz wieder zunichtegemacht. Der Fährverkehr zu den Inseln musste schon am Tage zuvor wegen starken Seegangs eingestellt werden.

### Niederlande
In den Niederlanden wurde erstmals aufgrund einer Sturmflut das von 1991 bis 1997 errichtete Maeslant-Sturmflutwehr geschlossen, um den Hafen von Rotterdam und die in der dortigen Umgebung wohnenden Menschen zu schützen. Gleiches geschah mit dem Hartel-Sturmflutwehr und dem Oosterschelde-Sturmflutwehr.

### Norwegen
In Norwegen wurde die Öl- und Gasförderung auf den Plattformen eingestellt. Betroffen waren unter anderem die Valhall (Öl- und Gasfeld) und Ekofisk.

### Vereinigtes Königreich
Im Vereinigten Königreich warnte das Met Office die Bewohner der Orkney-Inseln und Shetland-Inseln vor Windböen mit Geschwindigkeiten von bis zu 145 km/h.
Die Einwohner der Grafschaften Norfolk, Suffolk, Kent und Essex mussten von den Behörden gewarnt und einige hundert Menschen in Great Yarmouth in Sicherheit gebracht werden. Die Thames Barrier wurde geschlossen.